# Бриминген
Бриминген (нем. Brimingen) — община в Германии, в земле Рейнланд-Пфальц.
Входит в состав района Айфель-Битбург-Прюм. Подчиняется управлению Битбург-Ланд. Население составляет 77 человек (на 31 декабря 2010 года). Занимает площадь 3,79 км².